# Australasian Championships 1925/Damendoppel
Das Damendoppel der Australasian Championships 1925 war ein Tenniswettbewerb in Sydney.
Vorjahressiegerinnen waren Daphne Akhurst und Sylvia Harper, die erneut das Endspiel erreichten und sich gegen Katherine Le Mesurier / Esna Boyd mit 6:4 und 6:3 durchsetzten.

## Hauptrunde
Zeichenerklärung
- Q = Qualifikant
- WC = Wildcard
- LL = Lucky Loser
- ITF = qualifiziert über ITF-Ranking
- ALT = alternate (Ersatz)
- PR = Protected Ranking
- SE = Special Exempt
- r = retired (Aufgabe)
- d = Disqualifikation
- w.o. = walkover
- [ ] = Match-Tie-Break

|  | Finale |                                 |   |   |  |
|  |        |                                 |   |   |  |
|  |        | Daphne Akhurst Sylvia Harper    | 6 | 6 |  |
|  |        | Katherine Le Mesurier Esna Boyd | 4 | 3 |  |
|  |        |                                 |   |   |  |